# Le Diable boiteux (journal)
Pour les articles homonymes, voir Le Diable boiteux.
Le Diable boiteux (sous-titré Journal des spectacles, des mœurs et de la littérature dans la France du XIXe siècle) est un titre de presse français fondé à Paris en 1823 par Eugène Garay de Monglave.

## Description
Quotidien ayant connu 361 numéros jusqu'en 1825, Le Diable boiteux reparait brièvement sous le titre Le Diable boiteux. Journal politique et littéraire, véridique, charivarique, dramatique, et vive la république du 3 mai au 11 juin 1848. Il connaît alors 25 numéros.
Le 19 avril 1857, un nouveau Diable boiteux paraissant le jeudi, fondé, entre autres, par Alphonse Duchesne, Antoine-Léonce Guyot-Montpayroux, Octave Lacroix, Théodore Pelloquet et Jules Viard, est publié mais ne connaît que deux numéros puisqu'il cesse le 26 avril 1857.